# Colutea arborescens
El espantalobos  (Colutea arborescens) es un arbusto de la familia de las leguminosas.

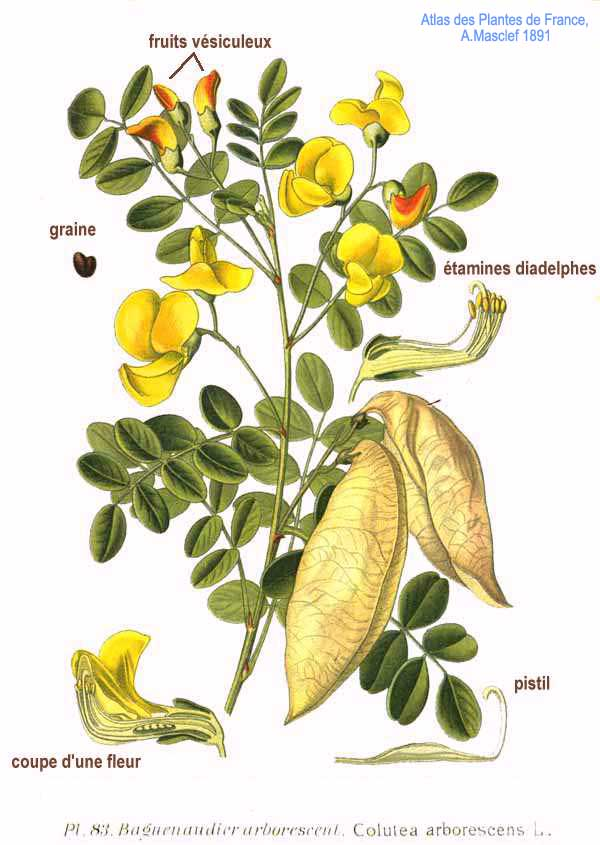
Ilustración

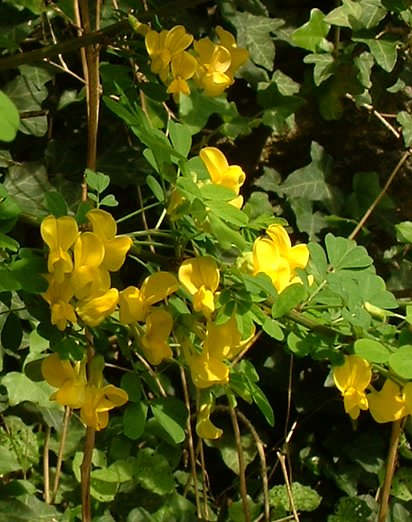
Inflorescencia

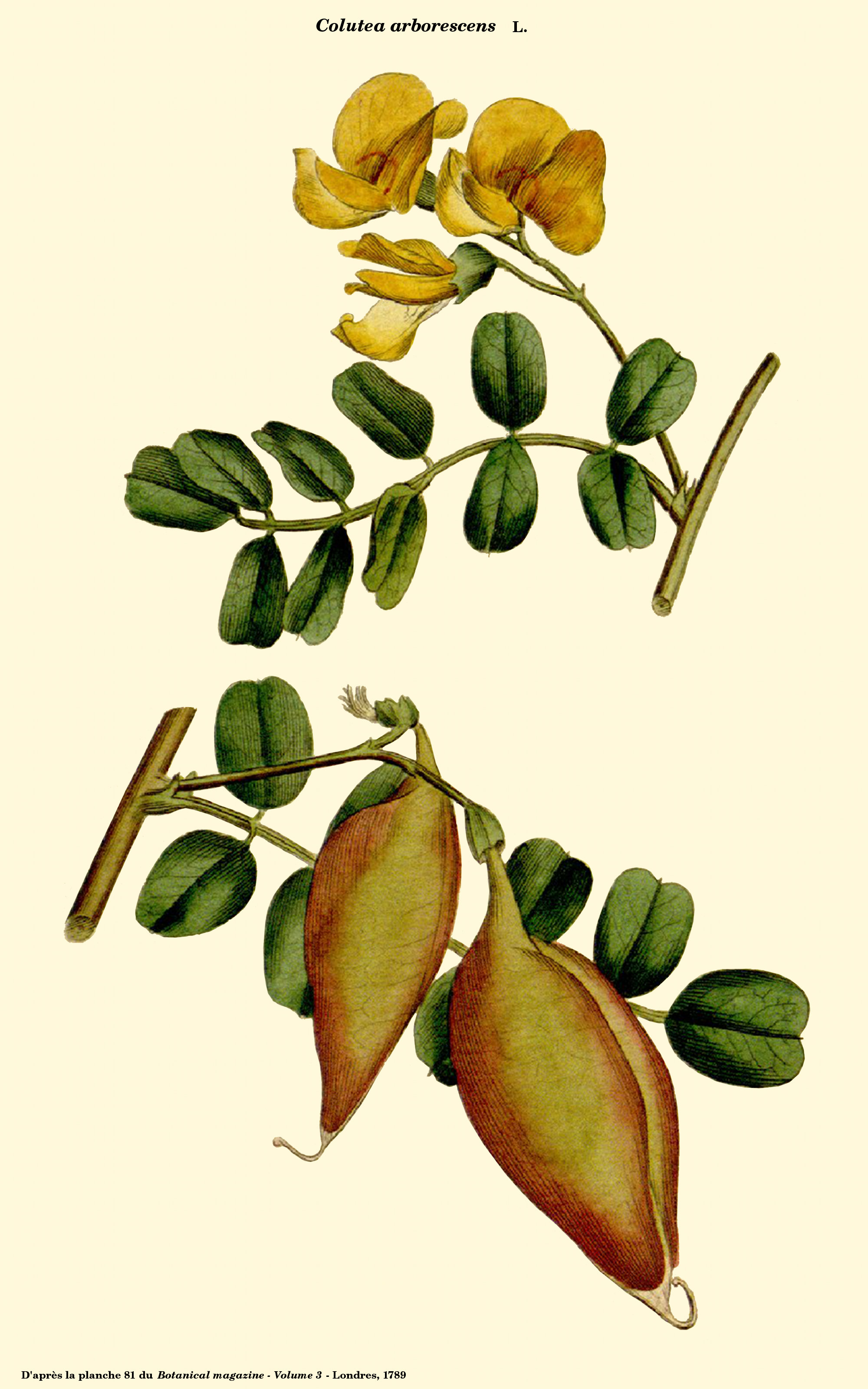
Ilustración

## Descripción
Arbusto de 1 a 3 m de altura. Hojas compuestas imparipinnadas con 5 a 11 foliolos. Flores amariposadas amarillas en pequeños racimos colgantes. Fruto en legumbre grande hueca e inflada, de 3 a 6 cm de longitud y 3 de anchura, de superficie papirácea, con las semillas en el interior de donde le viene el nombre popular. Florece en primavera e incluso en verano.

## Hábitat
Terrenos calizos del entorno de carrascales, coscojares y quejigares; normalmente en las laderas secas y soleadas, incluso en las muy pedregosas, desde casi el nivel del mar hasta unos 1700 m de altitud.

## Distribución
En el entorno de la región mediterránea y llega a Europa central. En la península ibérica se extiende, más o menos abundante, por casi toda la mitad oriental, centro y sur, de forma que no llega a Portugal.

## Subespecies
- Colutea arborescens arborescens que se encuentra  en algunos puntos aislados del cuadrante nordeste de la Península: Cataluña, norte de Aragón y de la Comunidad Valenciana, provincia de Cuenca, en zonas de clima submediterráneo, y es la raza más extendida por Europa.
- Colutea arborescens atlantica (Browicz) Ponert, corresponde a otro espantalobos muy similar propio de la región mediterránea occidental (España, Marruecos y Argelia), que está distribuido ampliamente por el este, centro y sur de la península ibérica.
- Colutea arborescens gallica (Browicz) que está ampliamente repartida por el norte y este de la península ibérica, con área que coincide parcialmante (se superpone) con la de C. arborescens atlantica. Desde España llega hasta Austria y la ex Yugoslavia.[2]

## Taxonomía
Colutea arborescens fue descrita por Carlos Linneo y publicado en Species Plantarum 2: 723. 1753.
Citología
Números cromosomáticos de Colutea arborescens  (Fam. Leguminosae) y táxones infraespecificos: 2n=16.
Etimología
Colutea: nombre genérico que procede del griego koloitía (koilo¯´tea, koloitéa = en Teofrasto, nombre por de pronto de dos árboles con las semillas encerradas en una vaina, uno al parecer el espantalobos (Colutea arborescens L. –kolytéa), el otro, endémico de las Islas Eólicas, seguramente el Cytisus aeolicus Lindl. (koloitía), más el de un sauce del monte Ida, quizá la Salix caprea L. (salicáceas –koloitéa).
arborecens: epíteto latíno que significa "como un árbol".
Sinonimia
- Baguenaudiera arborea Bubani, Fl. Pyren. 2: 513 (1899), nom. illeg.
- Colutea melanocalyx auct.[5]

## Nombres comunes
- Castellano: pedorreta de lobo, espantalobos, espantazorras, garbancillo, sonajas[5], aorno, árbol espantalobos, espanta lobos, fresnillo loco, matalobos, sietesayos, sonajas (5), árbol como sena.[7]